# Saint-Laurent-des-Bois, Eure
Saint-Laurent-des-Bois är en kommun i departementet Eure i regionen Normandie i norra Frankrike. Kommunen ligger i kantonen Saint-André-de-l'Eure som tillhör arrondissementet Évreux. År 2022 hade Saint-Laurent-des-Bois 245 invånare.

## Befolkningsutveckling
Antalet invånare i kommunen Saint-Laurent-des-Bois
Referens:INSEE